# Numéro un (Le Prisonnier)
Pour les articles homonymes, voir Numéro un.
Numéro un (ou Numéro 1) est un personnage de fiction  de la série Le Prisonnier créée par George Markstein et Patrick McGoohan en 1967.
Son identité reste difficile à interpréter.